# Jaroslav Doleček
Jaroslav Doleček (3. prosince 1928 Dlouhá Ves – 20. července 2017 Dlouhá Ves) byl český amatérský filmař.

## Život
Pracoval jako ekonom v zemědělském družstvu. Jako filmový amatér je známý od roku 1960. Věnoval se dokumentu, reportáži a především hranému snímku – filmové grotesce. Právě díky hraným filmům se zařadil mezi nejznámější amatérské filmové autory u nás i v zahraničí. Náměty k tvorbě nacházel kolem sebe, přinášel mu je každodenní život a prostředí, ve kterém žil a které důvěrně znal.
Za dobu více než čtyřicetiletého filmování natočil 110 filmů. Nejznámější jsou jeho hrané snímky, jejichž trefný a uhlazený humor kritizoval tehdejší společenské a politické poměry, a takto bavil tisíce diváků od školních dětí po ty nejstarší. Převážnou většinu hraných grotesek natáčel doma na vesnici. Hlavními aktéry jeho snímků byli místní občané, protagonisté skoro osobních příběhů, které Jaroslav Doleček přetavoval s vlastním autorským tvůrčím pohledem do karikujících dílek, která dokonale pranýřovala nešvary společnosti i charaktery lidí. Své snímky uváděl a promítal v přeplněných sálech divákům po celé republice.
Dva z jeho filmů (Ať spadne a Jen borovičku) byly v Londýně vybrány mezi světových TEN BEST (deset nejlepších amatérských filmů světa) a s filmem Jen borovičku vyhrál na kontinentálním festivalu na Maltě v roce 1985 kategorii hraných filmů. Od té doby byl promítán ve Francii, Velké Británii a Belgii. V belgickém Gentu v roce 1996 získal zvláštní cenu za humor.
Do poslední chvíle byl aktivním filmovým tvůrcem a bohaté zkušenosti využíval při dokumentování dění na Rychnovsku.
U příležitosti 50. ročníku Celostátní soutěže neprofesionální filmové tvorby – Český lvíček 2003 ve Svitavách mu byla udělena Zlatá medaile Světového výboru UNICA (Světové organizace amatérských filmových a video tvůrců). V roce 2004 byla Jaroslavu Dolečkovi v rámci 51. ročníku CSNFT – Český lvíček 2004 udělena cena Ministerstva kultury ČR za celoživotní tvorbu.
V roce 2007 poděkovala za jeho práci osobním dopisem PhDr. Eva Strusková z Národního filmového archívu. V květnu roku 2008 navštívil v Dlouhé Vsi Jaroslava Dolečka filmový štáb anglické televize BBC, aby s ním natočil příspěvek do připravované série dokumentů The Lost World of Communism („Ztracený svět komunismu“). V díle věnovaném Československu v letech 1948 až 1989 se tak svým vystoupením zařadil ke kulturní elitě českého národa po bok například Václava Havla, Marty Kubišové, Vojtěcha Jasného nebo Věry Chytilové.

## Filmografie
Tvorba Jaroslava Dolečka je úspěšná na soutěžích doma i v zahraničí, čehož jsou důkazem četná nejvyšší filmová ocenění. Mezinárodně soutěžil 43krát a získal 10 hlavních cen. Mezi nejznámější filmy patří:
- Finále (1975)
- Kalorie (1976)
- Je libo (1977)
- Diagnóza S (1978)
- MDŽ (1979)
- Vánočky	(1980)
- Sekáči (1980)
- Ať spadne (1981)
- Jen borovičku (1982)
- Sádra (1983)